# Kubáňská sovětská republika
Kubáňská sovětská republika (rusky Кубанская Советская Республика) byla součástí Ruské sovětské federativní socialistické republiky. Vznikla 13. dubna 1918 na území antibolševické Kubáňské národní republiky a jejím hlavním městem byl Jekatěrinodar. 30. května téhož roku byla včleněna do Kubáňsko-Černomořské sovětské republiky.